# Hyperimerus pusillus
Hyperimerus pusillus är en stekelart som först beskrevs av Walker 1833.  Hyperimerus pusillus ingår i släktet Hyperimerus och familjen puppglanssteklar. Arten är reproducerande i Sverige. Inga underarter finns listade i Catalogue of Life.